# Mato Dukovac
Matko Dukovac (1918-1990) fue un as de la aviación croata durante la Segunda Guerra Mundial, responsable de 44 derribos confirmados.

## Carrera como piloto
Dukovac nació el 23 de septiembre de 1918 en Surcin. Se enlistó en la fuerza aérea (que en ese momento era todavía Yugoslava) en 1937 y terminó sus clases el 1 de abril de 1940, con el rango de teniente segundo. Cuando Croacia declaró su independencia en 1941 se incorporó a la fuerza aérea del Estado Independiente de Croacia (ZNDH en croata) el 29 de abril de ese mismo año. Como Subteniente (Porucnik), es asignado a la A / B 120, en octubre de 1941 y en abril de 1942 comenzó a entrenarse como piloto de combate antes de salir hacia el oriente. Una vez finalizado el entrenamiento, ingresa en el escuadrón 15/jg 52 y participa en su primera misión en frente oriental. Antes de que termine la campaña, logra su primera victoria derribando un I-16.
En una segunda campaña en el mismo frente, logra 20 nuevos triunfos. Durante la tercera campaña, que comenzó el 24 de octubre de 1943, el ahora Teniente (nadporucnik) y käpitan de staffel, logró otras 23 victorias, con lo que totalizó 44 derribos sobre aparatos enemigos. En febrero de 1944, después de abatir a 2 nuevos enemigos (estas victorias no se encuentran confirmdas), es derribado por un P-39, y forzado a realizar un aterrizaje de emergencia, en donde se lesionará la espalda, por lo que tuvo que ser hospitalizado durante 10 días. El 13 de julio de 1944 fue ascendido a Capitán, en reconocimiento a sus hazañas en el frente oriental.

## Postguerra
Luego de pasar un tiempo en un campo de refugiados, comenzó su labor como instructor de vuelo en 1945 para los Estados Unidos (que en ese momento lo tenía como prisionero), para los soviéticos y en 1948 entrenando a los pilotos de la fuerza aérea siria, que por esos momentos se encontraba en guerra con el reciente Israel (Conflicto Árabe-Israelí).
Después de esto emigró hacia Canadá, en donde comenzó una carrera como empresario. Falleció en septiembre de 1990 en Toronto.

## Victorias
Dukovac logró 44 victorias oficiales, sin embargo pudieron haber sido más, ya que algunos posibles derribos no han sido confirmadas.
A continuación se da una lista de sus victorias oficiales:
| Aeronave   | Víctima    | Unidad  | Fecha      | Grado    |
| ---------- | ---------- | ------- | ---------- | -------- |
| Bf 109 G-2 | I-16       | 15/JG52 | 11-11-1942 | Teniente |
| Bf 109 G-2 | P-39       | 15/JG52 | 15-04-1943 | Teniente |
| Bf 109 G-2 | LaGG-3     | 15/JG52 | 20-04-1943 | Teniente |
| Bf 109 G-2 | LaGG-3     | 15/JG52 | 20-04-1943 | Teniente |
| Bf 109 G-2 | LaGG-3     | 15/JG52 | 21-04-1943 | Teniente |
| Bf 109 G-2 | LaGG-3     | 15/JG52 | 21-04-1943 | Teniente |
| Bf 109 G-2 | MiG-1      | 15/JG52 | 21-04-1943 | Teniente |
| Bf 109 G-2 | DB-3       | 15/JG52 | 22-04-1943 | Teniente |
| Bf 109 G-2 | LaGG-3     | 15/JG52 | 27-04-1943 | Teniente |
| Bf 109 G-2 | LaGG-3     | 15/JG52 | 1-05-1943  | Teniente |
| Bf 109 G-2 | LaGG-3     | 15/JG52 | 1-05-1943  | Teniente |
| Bf 109 G-2 | LaGG-3     | 15/JG52 | 3-05-1943  | Teniente |
| Bf 109 G-2 | LaGG-3     | 15/JG52 | 3-05-1943  | Teniente |
| Bf 109 G-2 | LaGG-3     | 15JG52  | 4-05-1943  | Teniente |
| Bf 109 G-2 | LaGG-3     | 15JG52  | 4-05-1943  | Teniente |
| Bf 109 G-2 | LaGG-3     | 15JG52  | 5-05-1943  | Teniente |
| Bf 109 G-2 | LaGG-3     | 15JG52  | 5-05-1943  | Teniente |
| Bf 109 G-2 | LaGG-3     | 15JG52  | 5-05-1943  | Teniente |
| Bf 109 G-2 | LaGG-3     | 15JG52  | 6-05-1943  | Teniente |
| Bf 109 G-2 | LaGG-3     | 15JG52  | 8-05-1943  | Teniente |
| Bf 109 G-2 | Spitfire V | 15JG52  | 25-05-1943 | Teniente |
| Bf 109 G-2 | LaGG-3     | 15JG52  | 30-05-1943 | Teniente |
| Bf 109 G-2 | LaGG-3     | 15JG52  | 26-15-1943 | Teniente |
| Bf 109 G-2 | LaGG-3     | 15JG52  | 29-10-1943 | Capitán  |
| Bf 109 G-2 | LaGG-3     | 15JG52  | 30-10-1943 | Capitán  |
| Bf 109 G-2 | IL-2       | 15JG52  | 31-10-1943 | Capitán  |
| Bf 109 G-2 | IL-2       | 15JG52  | 31-10-1943 | Capitán  |
| Bf 109 G-2 | IL-2       | 15JG52  | 1-11-1943  | Capitán  |
| Bf 109 G-2 | IL-2       | 15JG52  | 1-11-1943  | Capitán  |
| Bf 109 G-4 | IL-2       | 15JG52  | 2-11-1943  | Capitán  |
| Bf 109 G-2 | DB-3       | 15JG52  | 12-11-1943 | Capitán  |
| Bf 109 G   | LaGG-3     | 15JG52  | 21-11-1943 | Capitán  |
| Bf 109 G   | P-39       | 15JG52  | 21-11-1943 | Capitán  |
| Bf 109 G   | P-39       | 15JG52  | 29-11-1943 | Capitán  |
| Bf 109 G   | LaGG-3     | 15JG52  | 4-12-1943  | Capitán  |
| Bf 109 G   | LaGG-3     | 15JG52  | 5-12-1943  | Capitán  |
| Bf 109 G   | IL-2       | 15JG52  | 5-12-1943  | Capitán  |
| Bf 109 G   | LaGG-3     | 15JG52  | 6-12-1943  | Capitán  |
| Bf 109 G   | LaGG-3     | 15JG52  | 6-12-1943  | Capitán  |
| Bf 109 G   | P-39       | 15JG52  | 6-12-1943  | Capitán  |
| Bf 109 G   | P-39       | 15JG52  | 8-12-1943  | Capitán  |
| Bf 109 G   | Yak-1      | 15JG52  | 12-01-1944 | Capitán  |
| Bf 109 G   | Yak-1      | 15JG52  | 25-01-1944 | Capitán  |
| Bf 109 G   | P-39       | 15JG52  | 25-01-1944 | Capitán  |
| Bf 109 G   | LaGG-3     | 15JG52  | 28-02-1944 | Capitán  |